# Obwód semipałatyński
Obwód semipałatyński (ros. Семипалатинская область) – jednostka administracyjna Imperium Rosyjskiego w rosyjskiej Azji Środkowej, utworzona ukazem Mikołaja I 19 maja?/31 maja 1854. Wchodził w skład generał-gubernatorstwa stepowego. Stolicą obwodu był Semipałatyńsk. Zlikwidowany w 1920.
Graniczył od północy i północnego wschodu z gubernią tomską, na wschodzie i południowym wschodzie z Cesarstwem Chińskim, na południu z obwodem syrdaryjskim i siemirieczeńskim, na zachodzie z obwodem akmolińskim.
Powierzchnia obwodu wynosiła w 1897 – 506 807 km² (445 310 wiorst ²). Obwód w początkach XX wieku był podzielony na 5 ujezdów.

## Demografia
Ludność, według spisu powszechnego 1897 – 684 590 osób – Kazachów (88,3%), Rosjan (9,5%), Tatarów (1,5%) i Ukraińców.

### Ludność w okręgach według deklarowanego języka ojczystego 1897[1]
| Ujezd             | Kazachowie | Rosjanie | Tatarzy | Ukraińcy |
| ----------------- | ---------- | -------- | ------- | -------- |
| Obwód ogółem      | 88,3%      | 9,5%     | 1,5%    | …        |
| Zajsański         | 93,5%      | 5,4%     | …       | …        |
| Karkaraliński     | 98,8%      | …        | …       | …        |
| Pawłodarski       | 90,5%      | 8,8%     | …       | …        |
| Semipałatyński    | 78,0%      | 16,6%    | 4,4%    | …        |
| Ust-Kamienogorski | 78,4%      | 18,1%    | …       | 2,2%     |

Po pokonaniu przez Armię Czerwoną wojsk Białych admirała Aleksandra Kołczaka i zajęciu całej Syberii, obwód semipałatyński został zlikwidowany jako samodzielna jednostka administracyjna, 11 grudnia 1920 przekształcony w gubernię semipałatyńską. Od 1921 w Kirgiskiej Autonomicznej Socjalistycznej Republiki Radzieckiej w składzie RFSRR, przemianowanej w 1925 na Kazachską Autonomiczną Socjalistyczną Republikę Radziecką, od 5 grudnia 1936 Kazachska Socjalistyczna Republika Radziecka, republika związkowa ZSRR, od 1991 niepodległy Kazachstan.